# Kanal D
Kanal D ist ein türkischer privater Fernsehsender der Demirören Medya Grubu mit Sitz in Istanbul.

## Organisation
Kanal D wurde am 19. Dezember 1993 von Ayhan Şahenk gegründet. Am 17. Oktober 1994 wurde der Sender von Aydın Doğan erworben.
Er ist mit einem Marktanteil von 14 Prozent der meistgesehene Fernsehsender der Türkei.

## Programm
Kanal D präsentiert ein Vollprogramm von Nachrichtensendungen bis zu Unterhaltungsprogrammen aller Art.
Die bekanntesten Sendungen sind die Serien Yaprak Dökümü (2006–2010) und Kavak Yelleri (2007–2011), basierend auf Romanen des türkischen Schriftstellers Reşat Nuri Güntekin, die Dramaserie Aşk-ı Memnu (2008–2011, Adaptation des gleichnamigen Romans von Halid Ziya Uşaklıgil von 1900), die Serie Küçük Kadınlar (2008–2011, Handlung inspiriert von dem amerikanischen Roman Little Women) und Ihlamurlar Altında (2005–2008).
Eine der erfolgreichsten  Fernsehserien war auch Yabanci damat ("Ausländischer Bräutigam", 2004–2007), welche sich den griechisch-türkischen Beziehungen widmete und auch in Griechenland mit teilweise über 55 % Marktanteil Spitzenwerte erreichte.
Die Serie Arka Sokaklar ist zu einer Kultserie geworden und erreicht immer sehr gute Marktwerte.
Andere beliebte Formate sind beispielsweise die Sketch-Sendung Çok Güzel Hareketler Bunlar (2008–2011) und die Beyaz Show.
Mit der beliebtesten TV-Serie der Türkei Öyle bir geçer zaman ki („So wie die Zeit vergeht“) mit der deutschen Schauspielerin Wilma Elles erreicht Kanal D 2012 bis zu 25 Millionen Zuschauer. Sehr erfolgreich ist die neue Comedyserie Yalan Dünya mit Beyazıt Öztürk und die Dramaserie Kuzey Güney mit Kıvanç Tatlıtuğ. Auch sehr beliebt ist die Adaption von Desperate Housewives, Umutsuz Ev Kadınları. Eine weitere sehr erfolgreiche Serie ist Fatmagül'ün Suçu Ne? mit Beren Saat und Engin Akyürek.
Mäßigen Erfolg erntet die Serie vom Erfolgsregisseur Çağan Irmak, Keşanlı Ali Destanı.
Im September 2016 beendete Kanal D die Zusammenarbeit mit dem Fernsehsender ZDF.

## Rumänien
2007 gründete die Mutter Doğan Yayın Holding mit dem Schweizer Medienunternehmen Ringier in Rumänien den gleichnamigen TV-Sender Kanal D.

## Sendungen
→ Liste von Kanal-D-Sendungen

## Empfang
Kanal D kann über Türksat 4A in Europa und in der Türkei empfangen werden. Das Programm wird über Türksat 3A 42° Ost auf 11,977 GHz horizontal (Symbolrate: 27.500) ausgestrahlt.